# Agostino Mancinelli

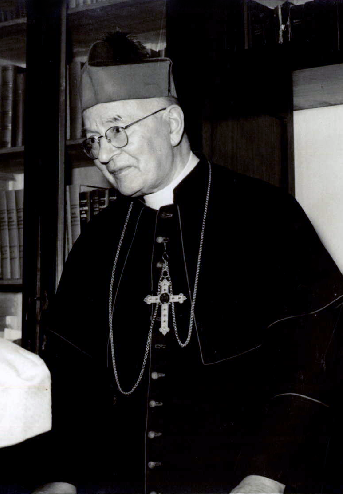
Erzbischof Agostino Mancinelli

Agostino Mancinelli (* 4. Juli 1882 in Pontecorvo, Provinz Frosinone, Italien; † 1. Januar 1962 in Benevento) war Erzbischof von Benevent.

## Leben
Mancinelli empfing am 31. Juli 1905 die Priesterweihe. 
Papst Pius XI. ernannte ihn am 30. Juni 1931 zum Koadjutorbischof von Aquino-Sora-Pontecorvo und zum Titularbischof von Nazianzus. Die Bischofsweihe empfing er am 6. September desselben Jahres durch Carlo Liviero, Bischof von Città di Castello. Mitkonsekratoren waren Pompeo Ghezzi, Bischof von Sansepolcro, und Bonaventura Porta, Bischof von Pesaro. Nach dem Tod von Antonio Maria Jannotta am 5. Dezember 1933 folgte er diesem als Bischof von Aquino, Sora e Pontecorvo.
Am 15. April 1936 erfolgte die Ernennung zum Erzbischof von Benevent. Erzbischof Mancinelli legte am 1. Juli 1950 den Grundstein für den Bau der neuen Kathedrale, nachdem der alte Bau im Zweiten Weltkrieg durch amerikanische Bombenangriffe zerstört worden war. Agostino Mancinelli starb am 1. Januar 1962, neun Monate vor Beginn des Zweiten Vatikanischen Konzils.

## Sonstiges
Nach ihm wurde die Opera Mons. Agostino Mancinelli in Benevento benannt.